# Language, Proof and Logic
Language, Proof and Logic (Linguagem, Prova e Lógica, em tradução livre) é um pacote de software educacional criado e escrito por Dave Barker-Plummer, Jon Barwise e John Etchemendy, gerado para ensinar lógica formal através do uso de uma integração entre o livro-texto (de mesmo nome do pacote) e quatro programas, onde três deles são relacionados a lógica (Boole, Fitch e Tarki’s World) e o outro (Submit) é um serviço de submissão de respostas através da internet ao Grade Grinder, o avaliador das respostas submetidas.
O nome do pacote é uma paranomásia derivada de Language, Truth and Logic (Linguagem, Veracidade e Lógica, em tradução livre), o livro de filosofia de A. J. Ayer.

## Pequena descrição dos programas
- Boole (em homenagem a George Boole) – um programa que facilita a construção e análise de tabelas-verdade e noções relacionadas ao assunto (tautologia, consequência lógica, dentre outras);
- Fitch (em homenagem a Frederic Brenton Fitch) – um ambiente de provas de dedução natural para emitir e analisar provas em lógica de primeira ordem;
- Tarski’s World (em homenagem a Alfred Tarski) – programa que ensina a linguagem básica de primeira ordem e sua semântica utilizando uma aproximação teórica e prática do modelo. Nele, é solicitado ao usuário criar, modificar e/ou descrever mundos (tabuleiros que contêm alguns objetos - nomeados ou não - organizados sobre ele) utilizando a lógica de predicados;
- Submit – programa que permite aos estudantes submeter seus exercícios feitos nos programas acima ao Grade Grinder, o serviço online de graduação de notas que envia um feedback para o email cadastrado (email do aluno que é cadastrado com o número serial durante o primeiro envio dos exercícios).[1]

## Versões
O livro Language, Proof and Logic foi traduzido para o português, alemão e japonês. 